# 애 (시호)
애는 시호에 쓰이는 글자다. 상통하지 않는 哀·愛 두 가지가 있으며, 哀는 《일주서》 〈시법해〉에는 조고단절(蚤孤短折: 어려서 일찍 죽다)·공인단절(恭仁短折: 공손하고 어지나 일찍 죽다)을, 愛는 색우사여(嗇于賜予: 주는 데 인색하다)를 일컫는다고 하였다.

## 哀

### 애황제
- 전한 애제
- 성한 애제
- 동진 애제
- 수 애제
- 당 애제
- 서하 애제

### 애왕
- 동주 애왕
- 위 애왕
- 초 애왕
- 전한 제 애왕 유양
- 전한 장사 애왕 오회
- 전한 항산(상산) 애왕 유불의
- 전한 하간 애왕 유복
- 전한 임강 애왕 유알우
- 전한 제음 애왕 유불식
- 전한 청하 애왕 유승
- 전한 산양 애왕 유정
- 전한 교동 애왕 유현
- 전한 중산 애왕 유창
- 전한 창읍 애왕 유박
- 전한 사수 애왕 유안세
- 전한 조 애왕 유고
- 전한 고밀 애왕 유홍
- 전한 중산 애왕 유경
- 전한 성양 애왕 유운
- 전한 광릉 애왕 유호
- 조위 등 애왕 조충

### 애공
- 기 애공
- 노 애공
- 송 애공
- 정 애공
- 제 애공
- 진(秦) 애공
- 진(陳) 애공
- 진(晉) 애공

### 애후
- 연 애후
- 진 애후
- 채 애후
- 한 애후
- 전한 건릉애후 위관
- 전한 백지애후 허창

### 애백
- 장애백

## 愛

### 애후
전한 부평애후 장연수